# Der Sommer ist vorbei
Der Sommer ist vorbei ist das fünfte Studioalbum der deutschen Band Juli. Es erschien am 28. April 2023, achteinhalb Jahre nach ihrem letzten Album Insel. Eine erweiterte Neuauflage wurde am 19. April 2024 veröffentlicht.

## Hintergrund
Nachdem die Band seit 2014 kein neues Material mehr veröffentlicht hatte, erschien im April 2019 das Lied Fahrrad. Damalige Überlegungen zu einem Album oder einer Tournee zerschlugen sich mit der im Frühjahr 2020 ausgebrochenen COVID-19-Pandemie in Deutschland. Die Bandmitglieder trafen sich jedoch weiterhin regelmäßig, um gemeinsam Songs zu schreiben und aufzunehmen.
Die Titel des Albums wurden mit unterschiedlichen Produzenten in unterschiedlichen Studios aufgenommen. Die meisten Titel (Traurige Lieder, Die besten Dinge, Vier Wände, Gehen oder bleiben, Alles geht weiter sowie – gemeinsam mit Philipp Steinke – In unseren Händen) entstanden mit Produzent Michael Ilbert in Berlin. Die Titel Fette wilde Jahre und Irgendwann wurden mit Jochen Naaf in Rotenburg an der Fulda aufgenommen. Fahrrad wurde von Pascal „Kalli“ Reinhardt in Berlin produziert. Die übrigen Titel wurden von Juli selbst produziert, teilweise in Zusammenarbeit mit den Beatgees (Bitte Herz) sowie mit Olaf Opal und Pascal „Kalli“ Reinhardt (Delfine).

## Titelliste
| Nr. | Titel                 | Autor(en)                                                                | Länge |
| --- | --------------------- | ------------------------------------------------------------------------ | ----- |
| 1.  | Der Sommer ist vorbei | Eva Briegel, Jonas Pfetzing, Simon Triebel, Joe Walter                   | 3:09  |
| 2.  | Traurige Lieder       | Eva Briegel, Jonas Pfetzing, Simon Triebel, Joe Walter                   | 3:15  |
| 3.  | Fette wilde Jahre     | Eva Briegel, Jonas Pfetzing, Simon Triebel                               | 3:04  |
| 4.  | Die besten Dinge      | Eva Briegel, Jonas Pfetzing, Simon Triebel, Axel Bosse, Marcel Römer     | 3:01  |
| 5.  | Vier Wände            | Eva Briegel, Jonas Pfetzing, Simon Triebel, Pascal Reinhardt, Joe Walter | 3:11  |
| 6.  | Irgendwann            | Eva Briegel, Jonas Pfetzing, Simon Triebel, Pascal Reinhardt, Joe Walter | 3:11  |
| 7.  | Gehen oder bleiben    | Eva Briegel, Jonas Pfetzing, Simon Triebel                               | 3:17  |
| 8.  | Fahrrad               | Eva Briegel, Jonas Pfetzing, Simon Triebel, Pascal Reinhardt, Joe Walter | 3:06  |
| 9.  | Wolke                 | Eva Briegel, Jonas Pfetzing, Simon Triebel                               | 4:35  |
| 10. | Alles geht weiter     | Eva Briegel, Jonas Pfetzing, Simon Triebel                               | 3:19  |
| 11. | In unseren Händen     | Eva Briegel, Jonas Pfetzing, Philipp Steinke, Simon Triebel              | 3:42  |

Knapp ein Jahr nach Veröffentlichung – und wenige Tage vor Ausstrahlung der elften Staffel von Sing meinen Song – Das Tauschkonzert, an der Eva Briegel teilnahm – erschien am 19. April 2024 eine „Deluxe Edition“ des Albums mit 20 Tracks, darunter den bis dahin unveröffentlichten Titeln Im Großen und Ganzen, Bitte Herz und Delfine.
| Nr. | Titel                                   | Autor(en)                                                                   | Länge |
| --- | --------------------------------------- | --------------------------------------------------------------------------- | ----- |
| 12. | Im Großen und Ganzen                    | Eva Briegel, Simon Triebel, Jonas Pfetzing, Jen Bender, Philipp Steinke     | 3:16  |
| 13. | Bitte Herz                              | Eva Briegel, Jonas Pfetzing, Simon Triebel, Alexander Zuckowski, David Vogt | 2:52  |
| 14. | Delfine                                 | Eva Briegel, Jonas Pfetzing, Simon Triebel, Pascal Reinhardt, Joe Walter    | 3:09  |
| 15. | Fette wilde Jahre – Akustik Version     | Eva Briegel, Jonas Pfetzing, Simon Triebel                                  | 4:43  |
| 16. | Wolke – Live Session                    | Eva Briegel, Jonas Pfetzing, Simon Triebel                                  | 3:52  |
| 17. | Der Sommer ist vorbei – Lophelia Rework | Eva Briegel, Jonas Pfetzing, Simon Triebel, Joe Walter                      | 2:39  |
| 18. | Gehen oder bleiben – Lambert Rework     | Eva Briegel, Jonas Pfetzing, Simon Triebel                                  | 2:35  |
| 19. | Der Sommer ist vorbei (Roosevelt Remix) | Eva Briegel, Jonas Pfetzing, Simon Triebel, Joe Walter                      | 3:45  |
| 20. | Der Sommer ist vorbei (Tim Tim Remix)   | Eva Briegel, Jonas Pfetzing, Simon Triebel, Joe Walter                      | 4:26  |

Daneben enthielt die Deluxe Edition eine Blu-Ray mit zwölf Titeln vom Auftritt der Band im Rahmen der Reihe Pop Around @ Bauhaus, der im Mai 2023 im Bauhaus Dessau aufgezeichnet und erstmals am 22. Juli 2023 auf 3sat ausgestrahlt worden war:
| Nr. | Titel                 | Autor(en)                                                                | Länge |
| --- | --------------------- | ------------------------------------------------------------------------ | ----- |
| 1.  | Fette wilde Jahre     | Eva Briegel, Jonas Pfetzing, Simon Triebel                               |       |
| 2.  | Elektrisches Gefühl   | Simon Triebel, Eva Briegel                                               |       |
| 3.  | Der Sommer ist vorbei | Eva Briegel, Jonas Pfetzing, Simon Triebel, Joe Walter                   |       |
| 4.  | November              | Simon Triebel, Jonas Pfetzing, Eva Briegel                               |       |
| 5.  | Geile Zeit            | Jonas Pfetzing, Simon Triebel                                            |       |
| 6.  | Wolke                 | Eva Briegel, Jonas Pfetzing, Simon Triebel                               |       |
| 7.  | Dieses Leben          | Simon Triebel, Eva Briegel, Andreas Herde, Jonas Pfetzing                |       |
| 8.  | Gehen oder bleiben    | Eva Briegel, Jonas Pfetzing, Simon Triebel                               |       |
| 9.  | Irgendwann            | Eva Briegel, Jonas Pfetzing, Simon Triebel, Pascal Reinhardt, Joe Walter |       |
| 10. | Perfekte Welle        | Simon Triebel                                                            |       |
| 11. | Wir beide             | Eva Briegel                                                              |       |
| 12. | Regen und Meer        | Jonas Pfetzing, Eva Briegel                                              |       |

## Rezeption

### Rezensionen
Übereinstimmend wurde dem Album eine große Treue zum bekannten Stil der Band Juli aus den 2000er Jahren zugesprochen. Dies wurde sowohl negativ als auch positiv bewertet. Sven Kabelitz vergab für laut.de zwei von fünf Sternen und kam zu dem Fazit:

„Etwas wirklich Interessantes oder gar Überraschendes findet sich auf dem fünften Juli-Album nicht. Der Sommer ist Vorbei bietet, was man erwartet: Bieder arrangierten Alltags-Pop-Rock, der nur dank seiner tief in der Musik verwurzelten Melancholie im Vergleich zu anderen Acts des Genres heraussticht. Mit jedem weiteren Song zeigt sich, wie austauschbar doch der vorherige war und wie wenig die Band textlich zu bieten hat. Letztlich verdeutlicht dies noch einmal, was sie bereits 2004 ausmachte.“

Ähnlich argumentierte Malte Schierenberg für plattentests.de, der dem Album vier von zehn Punkten gab:

„So nachvollziehbar, wie es ist, sich einfach wieder in das Bekannte fallen zu lassen, genauso erzeugt es jenseits einiger kuschlig-vertrauter Momente schnell ein schales Gefühl. „Wegen der bekannten Qualität“ kann man als Grund für diese Rückkehr nur mit Abstrichen gelten lassen, denn wie schon beim Vorgänger-Album „Insel“ fehlen hier die großen Melodien und Momente. Wo soll es hinführen, wenn man nach so vielen Jahren zurückkommt und doch fast nur von dem leben will, was einmal war?“

Zu einem positiveren Fazit kam Christopher Filipecki auf minutenmusik.de:

„Auch wenn Der Sommer Ist Vorbei kein bahnbrechender Longplayer ist, so ist er aber vor allen Dingen sehr ehrlich. Statt sich intensiv mit dem aktuellen Sound auseinanderzusetzen, nimmt man eher die alten Fans an die Hand und gibt ihnen ein Stück von ihren Coming-of-Age-Years zurück. Das tut gut. Kein Track reißt groß aus, aber das Gefühl, was beim Hören aufkommt, trägt die rund 37 Minuten leichtfüßig, doch gleichzeitig ein wenig verwundet.“

### Charts und Chartplatzierungen
Der Sommer ist vorbei stieg am 5. Mai 2023 auf Rang neun der deutschen Albumcharts ein, was zugleich die beste Platzierung darstellte. In der Folgewoche belegte das Album noch Rang 55, bevor es die Top 100 verließ. Das Album avancierte zum fünften Chart- und Top-10-Album der Band in Deutschland. Darüber hinaus belegte Der Sommer ist vorbei Rang fünf der deutschen deutschsprachigen Albumcharts.
| ChartsChartplatzierungen | Höchstplatzierung | Wochen |
| ------------------------ | ----------------- | ------ |
| Deutschland (GfK)        | 9 (3 Wo.)         | 3      |